# Кіке Санчес Флорес
Кіке Санчес Флорес (ісп. Quique Sánchez Flores, нар. 2 лютого 1965, Мадрид) — іспанський футболіст, захисник. По завершенні ігрової кар'єри — тренер. Син колишнього футболіста «Реала» Ісідро Санчеса.

## Клубна кар'єра
У дорослому футболі дебютував 1984 року виступами за «Валенсію», в якій провів десять сезонів, взявши участь у 232 матчах чемпіонату. Більшість часу, проведеного у складі «Валенсії», був основним гравцем захисту команди.
Протягом 1994–1996 років захищав кольори команди клубу «Реал Мадрид». За цей час виборов титул чемпіона Іспанії.
Завершив професійну ігрову кар'єру у клубі «Реал Сарагоса», за який виступав протягом сезону 1996—97 років.

## Виступи за збірну
23 вересня 1987 року дебютував в офіційних матчах у складі національної збірної Іспанії в товариській грі зі збірною Люксембургу.
У складі збірної був учасником чемпіонату світу 1990 року в Італії, проте на поле жодного разу так і не вийшов.
Всього протягом кар'єри у національній команді, яка тривала 5 років, провів у формі головної команди країни 15 матчів.

## Кар'єра тренера
Флорес розпочав тренерську кар'єру 1997 року в молодіжному складі «Реал Мадрида», де, свого часу, працював Рафаель Бенітес. Після двох вдалих сезонів, Флорес очолив «Хетафе», з яким зайняв 13-е місце, виконавши завдання збереження місця в Примері. Після цього він очолив «Валенсію», де також працював Бенітес. У перший сезон з новим клубом, Флорес зайняв 3-е місце. А наступного дійшов до 1/4 фіналу Ліги чемпіонів, де його клуб програв «Челсі», а також зайняв 4-е місце в чемпіонаті. 29 жовтня 2007 року, після серії невдалих матчів, рада директорів «Валенсії» ухвалила рішення звільнити Флореса через незадовільні результати.
24 травня 2008 року Флорес був призначений тренером португальської «Бенфіки», підписавши контракт до 2010 року. Проте Флорес пропрацював в «Бенфіці» лише рік, і був звільнений з обопільної згоди 8 червня 2009 року, після того, як клуб зайняв 3-є місце в чемпіонаті країни. Звільнення відбулося попри те, що Флорес хотів провести в «Бенфіці» весь термін контракту.
23 жовтня 2009 року Флорес очолив мадридське «Атлетіко», замінивши звільненого Абеля Ресіно. Флорес підписав контракт до 30 червня 2010 року. Пропрацювавши в клубі 7 місяців, Флорес привів мадридців до перемоги в Лізі Європи. 26 травня 2010 року Флорес продовжив контракт з «Атлетіко» ще на 1 рік. Після закінчення сезону 2010/2011 Кіке покинув «Атлетіко», пізніше він сказав: «У мене є достатній досвід, щоб я зрозумів, що подальша робота в «Атлетіко» для мене неможлива».
8 листопада 2011 Санчес Флорес очолив еміратський клуб «Аль-Аглі» (Дубай), де пропрацював до 2013 року. Згодом ще один рік очолював іншу еміратську команду, «Аль-Айн».
2015 року деякий час був головним тренером «Хетафе», того ж року очолив англійський «Вотфорд».
Влітку 2016 року повернувся на батьківщину, ставши очільником тренерського штабу барселонського «Еспаньйола».

## Титули і досягнення

### Як гравця
- Чемпіон Іспанії: 1994-95
- Чемпіон Європи (U-21): 1986

### Як тренера
- Переможець Ліги Європи: 2009-10
- Володар Суперкубка УЄФА: «Атлетіко»: 2010